# Bramming–Tønder Jernbane
Bramming-Tønder Jernbane är en järnväg som går från Bramming (vid Esbjerg) via Ribe till Tønder, inom Region Syddanmark i Danmark. Banan trafikeras endast med dieseltåg.

## Trafik
Banan trafikeras bland annat av följande tåg:
- Regionaltåg Esbjerg-Bramming-Ribe-Tønder-Niebüll med GoCollective. Varje timme Esbjerg-Ribe och varannan timme Ribe-Tønder-Niebüll. Fordon är Alstom LHB Coradia LINT.

## Historia
Traditionellt räknas den som två banor Bramming-Ribe Jernbane, och Ribe-Tønder Jernbane. De byggdes av olika bolag vid olika tider. Bramming-Ribe Jernbane invigdes 1875, medan Ribe-Tønder Jernbane invigdes 1889. En orsak till fördröjningen av den andra delen var gränspassagen och tyska myndigheter, då gränsen fram till 1920 gick något söder om Ribe. Den sträckan räknades då av tyskarna som en tysk järnväg Ribe-Husum-Elmshorn.